# Spring Hill (Tennessee)
Spring Hill è una città degli Stati Uniti d'America, situata nello Stato del Tennessee, in parte nella contea di Williamson e in parte nella contea di Maury.
La città è stata sede della Saturn Corporation, chiusa nel 2010.